# Buskiidae
Buskiidae är en familj av mossdjur. Buskiidae ingår i ordningen Ctenostomatida, klassen Gymnolaemata, fylumet mossdjur och riket djur. I familjen Buskiidae finns 10 arter. 
Kladogram enligt Catalogue of Life och Dyntaxa:
| Buskiidae | \| \| Buskia \| \| \| \| \| \| Cryptopolyzoon \| \| \| \| |
|           | \| \| Buskia \| \| \| \| \| \| Cryptopolyzoon \| \| \| \| |
|           | Buskia                                                    |
|           |                                                           |
|           | Cryptopolyzoon                                            |
|           |                                                           |